# Pepi, Luci, Bom i inne dziewczyny z dzielnicy
Pepi, Luci, Bom i inne dziewczyny z dzielnicy (hiszp. Pepi, Luci, Bom y otras chicas del montón) – hiszpańska komedia filmowa z 1980 roku w reżyserii Pedra Almodóvara, będąca jego pełnometrażowym debiutem. Zdjęcia kręcono w Madrycie.

## Obsada
- Pedro Almodóvar – Ecee
- Fabio de Miguel – Roxy
- Félix Rotaeta – policjant/brat bliźniak
- Eva Siva – Luci
- Olvido Gara – Bom
- Carmen Maura – Pepi
- Kiti Manver – dziewczyna, która jest piosenkarką i modelką, ale nie dziwką
- Cristina Sánchez Pascual – kobieta z brodą
- Cecilia Roth – dziewczyna z TV „Bragas Ponte”
- Concha Grégori – Charito, sąsiad Luci
- Fernando Hilbeck
- Agustín Almodóvar – chłopak na widowni
- Pastora Delgado
- Ceesepe
- James Contrares